# ベヌスティアーノ・カランサ
ベヌスティアーノ・カランサ・ガルサ（スペイン語: Venustiano Carranza Garza, 1859年12月29日 - 1920年5月21日）は、メキシコ革命の指導者のうちの一人、メキシコ大統領。彼の大統領職中に現在のメキシコ憲法が起草された。

## 来歴
カランサはコアウィラ州クアトロ・シエンガスの農場で畜産業を営む中流家庭の15人兄弟の11番目として生まれた。彼の父親ヘスス・カランサはベニート・フアレス政権下の陸軍大佐で、フアレスの自由党の支持者だった。
彼はサルティヨのAteneo Fuente高校で学び、1874年にはメキシコシティのEscuela Nacional Preparatoriaに入学し法律学と経済学を学んだが目の病気がもとでその後帰郷し父親の農場で働いた。1887年にクアトロ・シエンガスの市長に就任、1908年にはコアウィラ州の知事代行となる。
カランサはポルフィリオ・ディアス大統領の独裁に反対するフランシスコ・マデロの支持者で、1911年10月の大統領選挙でマデロが大統領に就任すると、カランサは国防相に任命された。軍司令官ビクトリアーノ・ウエルタによる1913年2月のクーデターに対して、カランサは反革命勢力打倒と護憲主義を掲げ対抗した。彼を第一統領とする「護憲軍」が結成され、カランサは10月24日にソノラ州で臨時政府の樹立を発表した。戦況は護憲軍有利に展開し、1914年3月には国土の四分の三を制圧。7月14日にウエルタは退陣しスペインに亡命した。カランサは暫定大統領に就任、8月15日にアルバロ・オブレゴン指揮下の部隊と共にメキシコシティに入りするが、既成の体制を維持しようと旧支配層との妥協を図ったカランサに対し革命勢力は反発する。
10月に革命軍の代表者によるアグアスカリエンテス会議が開催され、エウラリオ・グティエレスが臨時大統領に指名されカランサに対し権力譲渡の最後通告を行うがカランサはこれに反発。オブレゴンはカランサを支持し、ベラクルスを拠点としてパンチョ・ビリャやエミリアーノ・サパタに対し反撃を行った。ビリャ率いる北部軍は12月に国土を制圧するが、オブレゴン軍は良く統制が取れており国軍のほとんどを吸収、1915年1月にサパタ派は敗走しメキシコシティがオブレゴン軍の手に落ちる。オブレゴン軍は1915年の4月にグアナファト州セラヤでビリャ軍と激突、正規軍であるオブレゴン軍に対しビリャ軍はならず者の集まりでなすすべ無く大敗、チワワ州に敗走しゲリラ戦を行うようになる。7月に全土をほぼ平定したカランサは大統領に就任した。10月にはアメリカ合衆国もカランサを承認した。
彼は司法部門を独立させ権力の分散を図り、エヒード制度の下に農地改革を導入した。カランサはメキシコの歴史上で偉大な知性と広い知識を持った人物で、彼のがっしりした体格と丸眼鏡、大きな灰色のあごひげは慈悲深い理想的父親像を与えた。
1916年2月にカランサは憲法草案を公布、翌年2月5日に新憲法が成立。オブレゴンはこの憲法制定手続きに不満を表明し国防相を辞任、政界を引退した。1917年3月11日にカランサは新憲法下の初代大統領に選出された。投票結果はカランサが797,305票、パブロ・ゴンサレスが11,615票、オブレゴンが4,008票であった。カランサは5月に大統領に就任、メキシコ革命は収束に向かった
1919年4月にサパタがカランサの刺客により暗殺、労働者勢力はカランサへの対抗のためオブレゴンに協力を求め、オブレゴンはこれを受け6月に立憲自由党から次期大統領選への立候補を表明する。憲法は大統領の再選を禁止していたため、カランサは自分の後継としてイグナシオ・ボニージャスを指名、ボニージャスはマサチューセッツ工科大学を卒業し駐米大使を経験したインテリだったがスペイン語が話せなかった。ルイス・モロネスの指導する労働者地域連合 (CROM) を母体とした労働党、国民協同党、ユカタン社会党がオブレゴンを支持したが、翌年1月にカランサはオブレゴンを逮捕しようとし、オブレゴンはソノラ州に逃亡した。
3月になると反ボニージャス活動が激化し、鉄道労働組合はサボタージュによりボニージャスの遊説列車を脱線させるなど妨害活動を行ったがカランサはこれに対し強圧策で対応、労働者を逮捕、殺害した。カランサは労働組合の争議鎮圧を口実にソノラ州に軍を派遣し、これに対しソノラ州知事アドルフォ・デ・ラ・ウエルタがソノラ独立共和国を宣言する。ソノラ州の立憲自由軍はカランサに対して宣戦布告、国内は再び内戦状態となり、ビリャ、サパタ派も立憲自由軍を支援した。立憲自由軍は5月にメキシコシティに侵攻、カランサはベラクルスで臨時政府の樹立を試み特別列車に資産を積み込み逃亡するが5月21日プエブラ州のトラスカラントンゴで同地の有力者ロドルフォ・エレーロのだまし討ちに遭い、就寝中に暗殺された。オブレゴンはエレーロの行為を非難し、彼を裁判にかけた。
1981年に発行された100ペソ紙幣に肖像が使用されていた。